# بخش بیولا، شهرستان کاس، مینه سوتا
بخش بیولا (به انگلیسی: Beulah Township) یک منطقهٔ مسکونی در ایالات متحده آمریکا است که در شهرستان کاس، مینه‌سوتا واقع شده‌است.
 بخش بیولا ۹۲٫۵ کیلومتر مربع مساحت و ۵۷ نفر جمعیت دارد و ۳۹۹ متر بالاتر از سطح دریا واقع شده‌است.